# The Complete Studio Recordings (album de The Doors)
The Complete Studio Recordings este un box set de șapte compact discuri al trupei rock americane The Doors, lansat de Elektra pe 9 noiembrie 1999. Conține șase dintre cele opt albume originale The Doors remasterizate digital.
Albumele sunt plasate în ordine cronologică. 
Cele șapte CD-uri de pe box set sunt:
- The Doors
- Strange Days
- Waiting for The Sun
- The Soft Parade
- Morrison Hotel
- L.A. Woman
- Essential Rarities

## Componență
- Jim Morrison - voce
- Ray Manzarek - claviaturi, claviaturi-bas
- Robby Krieger - chitară
- John Densmore - tobe